# Поливанова Галина Анатоліївна
Гали́на Анато́ліївна Полива́нова (нар. *1 квітня 1929, Красне Село — тепер у складі Санкт-Петербургу — пом. 6 грудня 2020, м. Одеса, Україна) — українська співачка (сопрано), Заслужена артистка Української РСР (1956), народна артистка УРСР (1963), академік, професор.

## Життєпис
У 1953 році закінчила Одеську консерваторію (клас Інни Райченко) за спеціальністю «оперний, концертний співак, викладач», з того часу — солістка Одеського театру опери та балету. На сцені дебютувала з партією Чіо Чіо Сан в опері Джакомо Пуччіні «Мадам Баттерфляй».
В 1957 році, на VI Всесвітньому фестивалі молоді і студентів у Москві, отримала нагороду журі.
Певний час, з 1966 року, працювала в Чечено-Інгушській філармонії (м. Грозний), у 1966—1970 роках Воронезькому театрі опери і балету, у 1970—1972 роках Татарському театрі опери та балету імені Муси Джаліля (м. Казань), у 1972—1974 роках у Національному академічному Великому театрі опери та балету Республіки Білорусь (м. Мінськ).
Виконувані нею партії:
- Чіо-Чіо-сан — «Чіо-Чіо-сан» Пуччіні;
- Аїда, Віолетта — «Аїда», «Травіата» Верді;
- Мікаела — «Кармен» Бізе;
- Марія, Ліза — «Мазепа», «Винова краля» Чайковського;
- Тамара — «Демон» Рубінштейна;
- Оксана — «Запорожець за Дунаєм» Гулака-Артемовського;
- Макбет — «Макбет» Верді;
- Дездемона «Отелло», Верді;
- Сантуцца — «Сільська честь», П'єтро Масканьї.

Викладач — 1974, доцент — 1978, викладала в Одеській консерваторії, де з 1976 року і до кінця життя очолювала кафедру сольного співу.
Володіла прекрасним сопрано, дивовижною музичністю і акторськими даними, які допомогли виховати не одне покоління чудових артистів. Серед учнів Поливанової — народні артисти України Тетяна Анісімова та Людмила Довгань (професор), солісти Одеської опери Тетяна Спаська, Лариса Зуєнко, Наталя Шевченко, соліст Одеського театру музкомедії баритон Станіслав Ковалевський, драматичне сопрано Валентина Калестру, Валерій Калиниченко, Людмила Яніцький, Людмила Плотникова, Тамара Глаголєва та ще ряд відомих вокалістів.
Була лауреатом багатьох Міжнародних конкурсів. Українську артистку знали у всьому світі, адже вона виступала на оперних сценах міст Києва, Москви, Мінська, Риги, Кишинева, а також неодноразово гастролювала у Франції, Індії, Польщі, Німеччині, Іспанії, Фінляндії та в інших країнах світу. За роки своєї роботи Поліванова провела — понад 300 благодійних концертів.
Нагороджена орденом «Знак Пошани» (1960), орденом «За заслуги» III ступеня (1999), орденом Г. Г. Марконі (2004), орденом княгині Ольги III ступеня (2007), орденом княгині Ольги II ступеня (2010), ювілейною медаллю «20 років незалежності України» (2011), орденом княгині Ольги I ступеня (2017), Грамотою Ради міністрів України, Грамотою Президії Верховної Ради України, Почесною відзнакою Міністерства культури й мистецтва, Почесною відзнакою Одеського міського голови.
Померла 6 грудня 2020 року в м. Одесі на 92-му році життя після перенесеної коронавірусної хвороби.